# Clefs-Val d'Anjou
Clefs-Val d'Anjou var en kommun i departementet Maine-et-Loire i regionen Pays de la Loire i nordvästra Frankrike. Kommunen låg i kantonen Beaufort-en-Vallée som tillhör arrondissementet Saumur. År 2013 hade Clefs-Val d'Anjou 1 320 invånare.
Kommunen bildades den 1 januari 2013, då kommunerna Clefs och Vaulandry gick samman. Den 1 januari 2016 upphörde Clefs-Val d'Anjou, då den tillsammans med Bocé, Chartrené, Cheviré-le-Rouge, Cuon, Échemiré, Fougeré, Le Guédeniau och Saint-Quentin-lès-Beaurepaire inkorporerades in i kommunen Baugé-en-Anjou. Kommunens huvudort var Clefs.